# 단 토모유키
단 토모유키(일본어: 檀 臣幸, 1963년 8월 6일 ~ 2013년 10월 10일)는 일본의 배우, 성우이다.

## 출연 작품

### TV 애니메이션
1991년
- 축구왕 슛돌이(얀 포터스)

1993년
- 기동전사 V 건담(크로노클 아서)

2002년
- 나루토(호시가키 키사메)

2007년
- 나루토 질풍전(호시가키 키사메)

2011년
- 스위트 프리큐어(호죠 단)